# Tailings
Inden for minedrift er tailings de materialer, der er tilbage efter processering af malm, hvor den værdifulde fraktion adskilles fra den uøkonomiske fraktion. Dette restprodukt er typisk et løst, finkornet og homogent materiale som deponeres i nærheden af den aktive mine under kontrollerede forhold for at undgå udslip af miljøfarlige stoffer.
Selvom tailings som udgangspunkt er affald kan de stadig indeholde værdifulde mineraler pga. historisk uperfekt processeringen, eller fordi nye former for anvendelser er kommet til, som gør det økonomisk interessant at genindvinde materialet. I så fald kan reprocessering af tailings medvirke til mere ansvarlig minedrift, idet de ligger frit tilgængeligt på jordoverfladen.